# José Alexandre Alves Lindo
José Alexandre Alves Lindo (Santo André, 15 augustus 1973), ook wel kortweg Alexandre genoemd, is een voormalig Braziliaans voetballer.